# HD 89993
HD 89993，又名BD+30 2005，SAO 81328、HR 4078，是一颗恒星，视星等为6.39，位于銀經199.69，銀緯57.54，其B1900.0坐标为赤經10h 18m 2.3s，赤緯+30° 57.54′ 18″。